# Oxón
Un oxón es un tipo de compuesto orgánico derivado de otro compuesto químico en el cual se ha reemplazado un enlace fósforo-azufre en el compuesto parental, por un enlace fósforo-oxígeno en el compuesto derivado.
Se pueden encontrar importantes ejemplos de oxones en la familia de los pesticidas organofosforados. Algunos de estos compuestos químicos tales como el clorpirifós, diazinón, y paratión, no manifiestan su toxicidad en su fórmula original. En cambio el hígado de los animales reemplaza el enlace fósforo-azufre por un enlace fósforo-oxígeno, convirtiendo estos compuestos en oxones que son la forma biológicamente activa. Estos oxones luego inhiben a la acetilcolinesterasa una enzima que degrada la acetilcolina, un importante neurotransmisor. La acetilcolina se acumula de forma incontrolable, lo que provoca la sobreestimulación del sistema nervioso animal, y finalmente la muerte.